# زیردریایی یو-۱۴۴ (۱۹۴۰)
زیردریایی یو-۱۴۴ (۱۹۴۰) (به انگلیسی: German submarine U-144 (1940)) یک زیردریایی بود. این زیردریایی در سال ۱۹۴۰ ساخته شد.